# Reggie Chartrand
Reggie Chartrand est un ancien boxeur et militant pour l’indépendance du Québec, né à Clarence Creek (Ontario) en 1932 et mort le 8 mars 2014 à Montréal.

## Biographie
Né d'un père bûcheron, Reggie Chartrand est un franco-ontarien qui grandit à Timmins. Il quitte l'Ontario à ses 18 ans pour poursuivre une carrière de boxeur en poids welters. Durant sa carrière professionnelle, il remporte 24 victoires contre trois nuls et sept défaites.
Au début des années 1960, Reggie Chartrand délaisse la boxe pour le combat politique. Il est un des fondateurs du Rassemblement pour l'indépendance nationale (RIN) avec Pierre Bourgault. En 1963, il tient une école de boxe rue de la Visitation, à Montréal, qui lui servira plus tard de local pour des assemblées politiques,. En 1964, il crée sa propre organisation militante, les Chevaliers de l'indépendance. Son organisation se charge souvent du service d'ordre pour les manifestations indépendantistes. Ses actions lui valent une réputation de batailleur, laquelle a été immortalisée par Raymond Lévesque dans la chanson Reggie Chartand. Chartrand représente le RIN dans le comté de Verdun lors des élections provinciales de 1966. Il est battu par près de 18 000 voix par Claude Wagner du Parti libéral.
En 1967, Reggie Chartrand tient un petit rôle dans Entre la mer et l'eau douce, film de Michel Brault. Dans les années 1980, Chartrand milite contre l'avortement et intente notamment des procès contre le docteur Henry Morgentaler. En 1984, il fait publier Dieu est un homme parce qu'il est bon et fort!, un livre anti-féministe considéré misogyne par certains commentateurs,.
Il crée en 1987 le parti Action Québec,. Il est officiellement le chef jusqu'au 3 juillet 1989, date à laquelle il remet sa démission; il confie alors la direction du parti au maskoutain Jean-Guy Allard. Pour des raisons techniques, le directeur général des élections ne reconnaîtra jamais le nouveau chef. Jean-Guy Allard se ralliera finalement au Parti québécois en septembre 1989, tout en poursuivant conjointement Reggie Chartrand et le Directeur général des élections du Québec pour plus de 405 000$ (5000$ pour les pertes encourues et 400 000$ pour «dommages subits»).
Jules Falardeau, fils de Pierre Falardeau, réalise en 2010 un film documentaire lui étant consacré: Reggie Chartrand, patriote québécois.